# Ion Valjan
A nu se confunda cu muzicianul Ion Vasilescu  (1903 - 1960)
Ion Valjan (pseudonimul literar al lui Ion Al. Vasilescu — n. 16 decembrie, Turnu Măgurele - d. 29 aprilie 1960, spitalul Penitenciarului Văcărești, București) a fost avocat, judecător, om politic, dramaturg, memorialist român.

## Biografie

### Primii ani
Tatăl său, originar din Slatina, era funcționarul vamal Alexandru Vasilescu,  iar mama a fost Elisa Alexandrina Bătășanu, originară din satul Ciorâca, comuna Chilia (astăzi, sat în comuna olteană Făgețelu).
Tatăl ajunge șeful vămii la Turnu Măgurele, loc în care se naște viitorul magistrat și dramaturg, Ion Alexandru Al. Vasilescu, consacrat în literatură ca I. Valjan
Copilul trăiește cu părinții la Turnu Măgurele, până când intră în clasa I, pe care o parcurge la Giurgiu, unde tatăl său, conform, reglementărilor din domeniul vamal, primește un nou loc de muncă. Clasele  a II-a și a III-a le urmează la Ploiești, apoi familia se mută Turnu Severin, unde Ion Al. Vasilescu parcurge clasa a IV-a (în anul școlar 1891/1892) și, mai departe, clasele elementare și o parte din cele liceale în cadrul Liceului Traian din Turnu Severin, continuate la Liceul Nicolae Bălcescu din Brăila, unde l-a avut coleg de bancă pe Panait Cerna. De fapt, este „reperat” viitorul Ion Al. Vasilescu - Valjan ca violonist chiar, într-o fotografie brăileană din 1899, fiind probabil la finele liceului.
În 1903 a absolvit Facultatea de Drept a Universității din Iași, după care și-a dat doctoratul la Paris.. A fost directorul Teatrului National din București în perioada 1923–1924 și director general al teatrelor României între 1923–1926.

### După 1945
Valjan a fost arestat în 1950; a fost închis  la Aiud, la Ocnele Mari și la Pitești.

## Opera literară

### Piese de teatru
Comedii
- (1912) — Ce știa satul... - prima piesă de teatru radiodifuzată în România la 18 februarie 1929[4]
- (1920) — Nodul gordian
- (1920) — Lacrima
- (1941) — O inspecție
- (1933 și 1936) — Generația de sacrificiu

### Postume
- Teatru. Generația de sacrificiu, București, Editura Minerva, (1985) și Vremea, (1998);
- Cu glasul timpului. Amintiri, București, Editura Eminescu, (1987 și 1996); Humanitas, * (2013);[5]
- Trei crime celebre, București, Garamond, (1994).